# 危宏平
危宏平（1970年12月—），中国病毒学家，中国科学院武汉病毒研究所研究员。曾在武汉大学化学系、新加坡国立大学学习，目前着手研究抗耐药细菌的噬菌体裂解酶药物，以及细菌、病毒等微生物的快速检测方法。危宏平在2019冠状病毒病疫情暴发期间，因黄燕玲“零号病人”论而得到关注。

## 生平
危宏平出生于1970年12月，1988年9月入学武汉大学化学系，于1992年6月毕业，取得学士学位。毕业后，在中国科学院武汉病毒研究所（下称中科院武汉病毒所）担任实习研究员。1995年9月，在中科院武汉病毒所学习微生物学，为硕士研究生。1996年6月到1999年6月在新加坡国立大学学习，最终获得分析化学博士学位。后在CE Resources Pte公司担任资深研发员。2004年9月回到中国，并担任华中科技大学教授至2005年4月。2005年5月至今任中科院武汉病毒所研究员。2008年8月至2013年7月，兼任分析生物技术室主任。2013年8月至今，改任新发传染病中心副主任。
现为中科院新发与烈性传染病病原学与生物安全重点实验室副主任，中科院武汉病毒所诊断微生物学学科组组长，中国微生物学会分析微生物学专业委员会委员，湖北省微生物学会理事，湖北省生物工程学会理事，武汉轻工大学生物与制药工程学院药学（专硕）导师。是国家非洲猪瘟区域实验室（武汉）主任。此外，他是湖北省归国华侨联合会常委、中科院武汉分院与湖北省地震局侨联主席。

## 学术研究
危宏平在噬菌体裂解酶以及病原微生物快速检测方法方面进行了系统研究，研制出快速杀灭金黄色葡萄球菌和链球菌裂解酶的方法，治疗细菌性湿疹等效果良好。建立了结核分枝杆菌耐药性快速检测方法以缩短检测时间。研制的新型生物纳米载体，在抗原抗体免疫凝集检测方面具有制备容易、灵敏度高等优点。
危宏平拥有16项发明专利（含2项美国专利），发表70余篇论文。曾主持国家自然科学基金面上项目、中国科学院重点项目等。

## 荣誉
危宏平是2009年湖北省优秀硕士论文指导教师、2012年中科院创新文化建设先进个人、2015年武汉市政府专项津贴人员、2015年东湖高新3551创业人才。于2013年获得中国科学院朱李月华优秀教师奖。2014年，获得中科院武汉病毒所东胜创新科研杰出贡献奖。2016年，获得湖北省科技进步奖二等奖。他还曾获得湖北省优秀学术论文特等奖，是“湖北省有突出贡献中青年专家”。此外，他于2019年8月29日召开的第十次全国归侨侨眷代表大会上，被授予“全国归侨侨眷先进个人”荣誉称号。

## 事件
2019冠状病毒病疫情暴发期间，有阴谋论根据多年前中科院武汉病毒所旧版官网图展示的诊断微生物学学科组2008年到2013年的硕士、博士研究生人员照片，指其中2012级硕士研究生黄燕玲的信息只有姓名及年级，缺少个人照与介绍。并就此推定黄燕玲因意外接触病毒感染殉职，其后病毒所为了“掩盖”故意删掉了其相关信息。“中科院武汉病毒所一名女研究生黄燕玲是肺炎零号病人”的消息在网络流传开。作为其导师，危宏平接到大量邮件和电话咨询黄燕玲近况。危宏平通过微信确认黄燕玲一切安好，并发布朋友圈辟谣，表示因抗疫工作繁忙，不再一一解释。武汉病毒研究所也在官网发表声明表示传闻为不实信息。